# الحني (الأحساء)
الحني هي هجرة تتبعُ لمحافظة الأحساء في المنطقة الشرقية في المملكة العربية السعودية، وهي من الهجر الغربية.

## الموقع
تقع هجرة الحني علي طريق خريص علي بعد من محطة الصيعري بعشرين كيلومتر، تقع هجرة الحني غرب الأحساء، وتقع صحراء هجرة الحني علي بعد 150 كيلومترًا من محافظة الأحساء.

## مرافق
تضم هجرة الحني مدرسة ابتدائية. وتضم أيضًا مسجد الحني.